# Aedes versicolor
Aedes versicolor är en tvåvingeart som först beskrevs av Philip James Barraud 1924.  Aedes versicolor ingår i släktet Aedes och familjen stickmyggor.
Artens utbredningsområde är Pakistan. Inga underarter finns listade i Catalogue of Life.